# Тур, Марк
Марк Тур Пико (исп. Marc Tur Pico; род. 30 ноября 1994, Санта-Эулалия-дель-Рио, Балеарские острова) — испанский легкоатлет, специалист по спортивной ходьбе. Выступает за сборную Испании по лёгкой атлетике с 2012 года, победитель Кубка Европы, чемпион и призёр первенств национального значения, участник летних Олимпийских игр в Токио.

## Биография
Марк Тур родился 30 ноября 1994 года в муниципалитете Санта-Эулалия-дель-Рио на острове Ивиса.
Впервые заявил о себе в лёгкой атлетике на международном уровне в сезоне 2012 года, когда вошёл в состав испанской национальной сборной и выступил на домашнем юниорском мировом первенстве в Барселоне, где в ходьбе на 10 000 метров занял 29-е место.
В 2013 году на Кубке Европы по спортивной ходьбе в Дудинце финишировал пятым в гонке юниоров на 10 км и стал бронзовым призёром командного зачёта. На юниорском европейском первенстве в Риети был пятым в дисциплине 10 000 метров.
В 2014 году в ходьбе на 20 км с личным рекордом 1:22:46 занял 42-е место на Кубке мира в Тайцане. Помимо этого, выиграл серебряные медали в дисциплине 10 000 метров на молодёжном средиземноморском первенстве в Обане и в дисциплине 20 000 метров на иберо-американском чемпионате в Сан-Паулу.
На молодёжном европейском первенстве 2015 года в Таллине во время прохождения дистанции в 20 км был дисквалифицирован.
В 2016 году на молодёжном средиземноморском первенстве в Тунисе на дистанции 10 000 метров финишировал четвёртым.
В 2018 году в ходьбе на 50 км занял 24-е место на командном чемпионате мира в Тайцане и 22-е место на чемпионате Европы в Берлине.
На Кубке Европы 2019 года в Алитусе закрыл двадцатку сильнейших в личном зачёте 50 км и тем самым помог своим соотечественникам стать серебряными призёрами командного зачёта. В той же дисциплине одержал победу на чемпионате Испании в Вендреле, выступил на чемпионате мира в Дохе, где занял 19-е место.
В 2021 году на командном чемпионате Европы в Подебрадах с личным рекордом 3:47:40 одержал победу в личном зачёте ходьбы на 50 км. Выполнив олимпийский квалификационный норматив (3:50:00), удостоился права защищать честь страны на летних Олимпийских играх в Токио — в дисциплине 50 км показал результат 3:51:08, расположившись в итоговом протоколе соревнований на четвёртой строке.